# El Cofre Alto
El Cofre Alto är en ort i Mexiko.   Den ligger i kommunen Chicomuselo och delstaten Chiapas, i den sydöstra delen av landet, 800 km sydost om huvudstaden Mexico City. El Cofre Alto ligger 764 meter över havet och antalet invånare är 114.
Terrängen runt El Cofre Alto är varierad, och sluttar norrut. Runt El Cofre Alto är det ganska tätbefolkat, med 111 invånare per kvadratkilometer. Närmaste större samhälle är Frontera Comalapa, 14,2 km öster om El Cofre Alto. I omgivningarna runt El Cofre Alto växer huvudsakligen savannskog.